# Gerichtsbezirk Luttenberg
Der Gerichtsbezirk Luttenberg (slowenisch: sodni okraj Ljutomer) war ein dem Bezirksgericht Luttenberg unterstehender Gerichtsbezirk im Bundesland Steiermark. Er umfasste Teile des politischen Bezirks Luttenberg (Okraj Ljutomer) und wurde 1919 dem Staat Jugoslawien zugeschlagen.

## Geschichte
Der Gerichtsbezirk Luttenberg wurde durch eine 1849 beschlossene Kundmachung der Landes-Gerichts-Einführungs-Kommission geschaffen und umfasste ursprünglich die 29 Gemeinden Alt- und Neudorf, Altstraß, Gadomerzen, Gerlova, Igelsdorf, Kreuzdorf, Kristanzen, Kummersberg, Logrofzen, Lukaufzen, Luttenberg, Malleggendorf, Muratzen, Pressika, Pristova, Radislafzen, Schlüsseldorf, Slabotinzen, Steinberg, Urschendorf, Wantschen, Wernsee, Wolfsdorf, Wollachnetzen, Woretzen, Wudischofzen, Wutschkofzen, Zesendorf und Zween.
Der Gerichtsbezirk Luttenberg bildete im Zuge der Trennung der politischen von der judikativen Verwaltung
ab 1868 gemeinsam mit dem Gerichtsbezirk Oberradkersburg (Gornja Rodgona) den Bezirk Luttenberg.

## Bevölkerung
Der Gerichtsbezirk Luttenberg wies 1890 eine anwesende Bevölkerung von 13.809 Personen auf, wobei 12.832 Menschen Slowenisch und 469 Menschen Deutsch als Umgangssprache angaben.
1910 wurden für den Gerichtsbezirk 14.676 Personen ausgewiesen, von denen 13.080 Slowenisch (89,1 %) und 666 Deutsch (4,5 %) sprachen.
Die deutschsprachige Bevölkerung lebte dabei fast ausschließlich in der Stadt Luttenberg, wo sie gegenüber der slowenischen Bevölkerung eine knappe Mehrheit hatte.

## Gerichtssprengel
Der Gerichtssprengel Luttenberg umfasste im Jahr 1910 kurz vor seiner Auflösung die 29 Gemeinden Bolehneci (Wollachnetzen), Boreci (Woretzen), Branoslavci (Malleggendorf), Bučečovci (Wudischofzen), Bunčani (Wantschen), Cezanjevci (Zesendorf), Cven (Zween), Godemarci (Godomerzen), Grlova (Gerlova), Iljašovci (Igelsdorf), Kamenščak (Steinberg), Ključarovci (Schlüsseldorf), Krištanci (Kristanzen), Križovci (Kreuzdorf), Ljutomer (Luttenberg), Logarovci (Logarofzen), Lokavci (Lukafzen), Mala Nedelja (Kleinsonntag), Moravci (Muratzen), Noršinci (Urschendorf), Presika (Pressika), Pristova, Radoslavci (Radislafzen), Slamnjak (Kummersberg), Slaptinci (Slabotinzen), Stara Cesta (Altstraß), Stara Nova Ves (Altneudorf), Veržej (Wernsee) und Vučja Ves (Wolfsdorf). Im heutigen Slowenien erstreckt sich das ehemalige Gebiet des Gerichtsbezirks im Wesentlichen über die Gemeinden Ljutomer, Križevci, Veržej und Teile von Sveti Jurij ob Ščavnici.